# Alcoolyse
Cet article court présente un sujet plus développé dans : Solvolyse.
L'alcoolyse est une réaction de solvolyse dont l'agent est un alcool.
La transformation d'un triglycéride par l'action d'un alcool simple tel que le méthanol ou l'éthanol, en un ester méthylique ou éthylique de l'acide gras et du glycérol est un exemple d'alcoolyse.
On parle plus souvent de transestérification en raison de l'échange de résidus d'alcools.